# Carn de caça

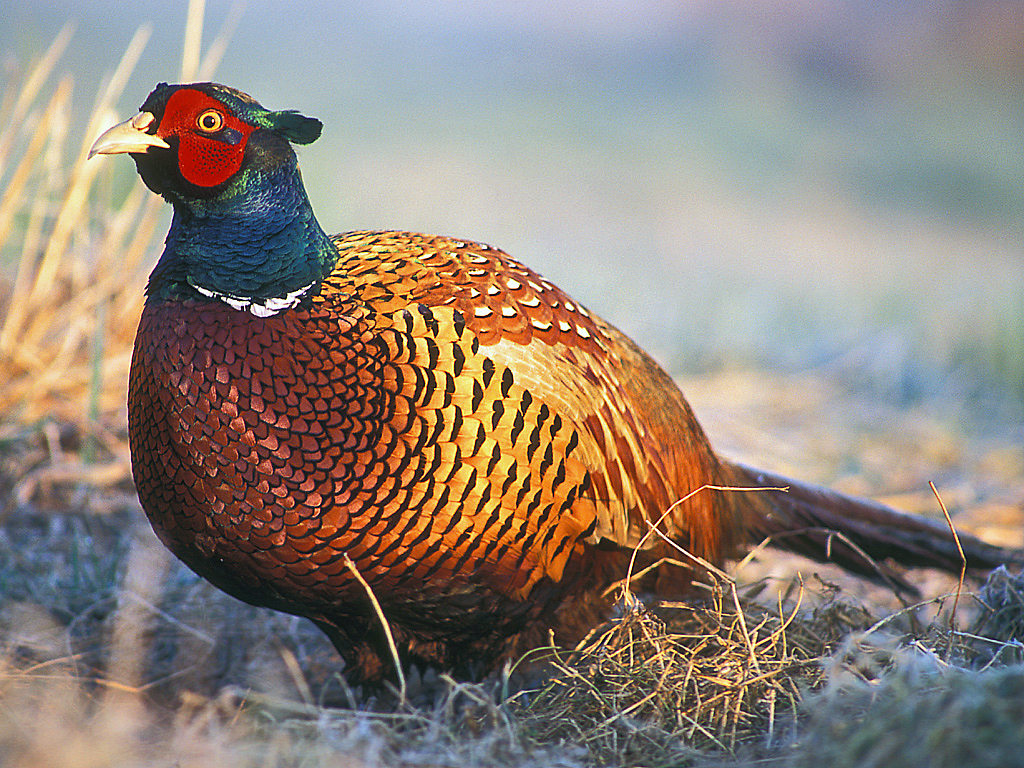
Faisà comú, introduït àmpliament i caçat pel consum humà.

La carn de caça és qualsevol animal caçat per al consum de la seva carn i no domesticat. Els tipus i varietats d'animals caçats per al consum varia a les diferents parts del món. Això és degut a les diferències de clima, de biodiversitat, de gustos locals i del punt de vista acceptat a cada localitat sobre quins animals es poden caçar o no legítimament. De vegades, també es fa una distinció entre diferents varietats i espècies d'un animal concret, com és el cas del gall d'indi salvatge o domèstic.

## Per regió
A alguns països la carn s'ha classificat, seguint les llicències obligatòries que marca la llei, en caça menor i caça major. La menor correspon als animals petits com conills, faisans, ratolins, oques o ànecs. Un sola llicència de caça menor pot cobrir totes aquestes espècies i estar subjecta a quotes de caça anuals. La caça major inclou animals com ara cérvols, ossos o ants, i està subjecta a llicències individuals: són exigibles llicències separades per a cada animal individual cobrat.

### Àfrica

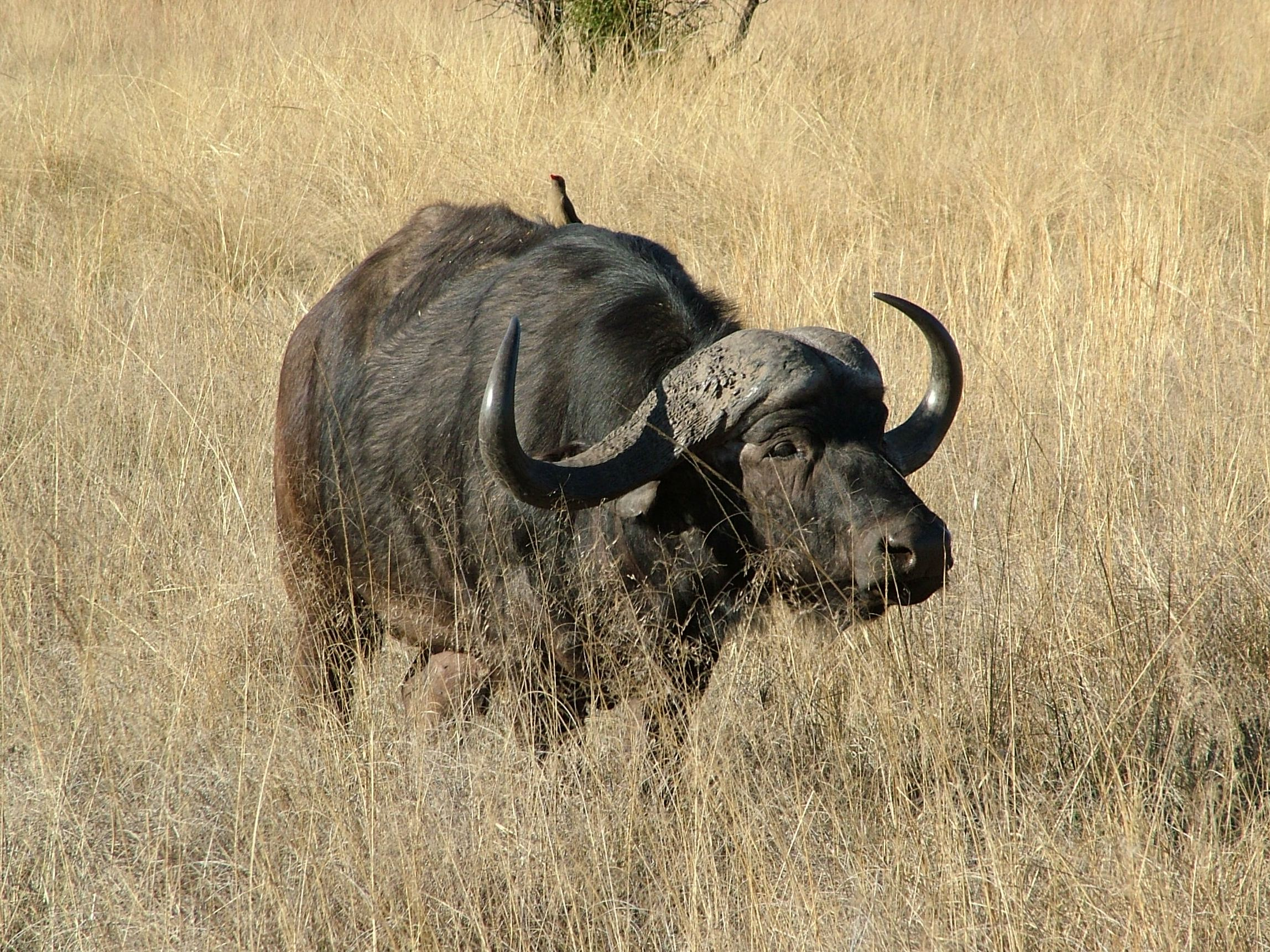
Un búfal cafre.

A l'Àfrica, els animals caçats per al seu consum es denominen bushmeat ('carn d'arbust'), els quals formen part de l'economia (consum personal o venda a tercers) i estan regulats per la llei que determina la sobreexplotació i l'exportació il·legal). Els animals que es cacen per al seu consum són:
- Diverses espècies d'antílops.
- duiquers.
- Diverses espècies de primats, com mandrils i goril·les.
- Rosegadors com ara el porc espí i Thryonomys.

Alguns d'aquests animals són espècies amenaçades o protegides, de manera que és il·legal la seva caça.

### Austràlia
A Austràlia, la carn de caça inclou: cérvols, ànecs, oques garsa, conills, senglars, cabres bezoar, cangurs, emús i cocodrils.

### Xina
A la República Popular de la Xina hi ha una categoria culinària especial anomenada ie wei, que inclou els animals salvatges.

### Amèrica del Nord
Als Estats Units, Mèxic i el Canadà, el cérvol és l'animal més comú de caça major. Altres espècies caçades són: el bisó americà, la chelydra serpentina, el Colom (ocell), l'ànec, el uapití, la granota, l'oca, la marmota, el gall fer, l'ant, el didelfimorf, la perdiu, el faisà, l'antílop americà, el conill, l'os rentador, l'esquirol, el gall dindi, el senglar i la becada.

### Regne Unit

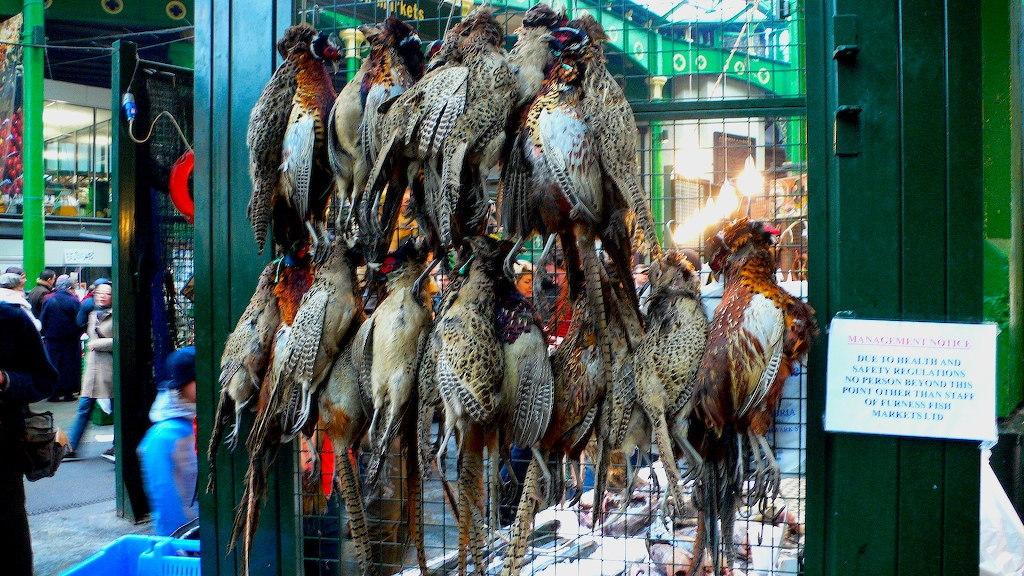
Aus de caça a la venda en el Mercat de Borough (Londres),.

Al Regne Unit la carn de caça està regulada per la Llei de Caça del 1831. És il·legal caçar els diumenges i de nit. En aquest país, altres animals excepte les aus (que no són de caça) es cacen per al seu consum i estan regulades per la Llei de Fauna i Camp del 1981. La legislació britànica defineix com a caça: el gall de cua forcada, la perdiu d'Escòcia, la llebre europea, la perdiu blanca, la perdiu xerra (la perdiu roja) i el faisà comú). El cérvol no està inclòs en la definició, però també hi ha un control semblant al de la Llei de Caça: la Llei del Cérvol de 1991). Els cérvols caçats al Regne Unit són: el cérvol o cérvol vermell, el cabirol, la daina, el sika, el muntjac, el cérvol aquàtic i l'híbrids dels anteriors.
Altres animals caçats al país són:
- Ànecs, com ara el blau, el Morell de plomall, el xarxet, l'ànec cuallarg i el boix;
- Oques, com l'oca vulgar, l'oca del Canadà i l'oca de bec curt; A Anglaterra i a Gal·les: l'oca riallera;
- tudons;
- Becades;
- becadell;
- Conills;
- corriols daurats europeus.

El gall fer no es caça actualment a causa del declivi recent de l'espècie i dels projectes de conservació que fomenten la seva recuperació. La veda se sol considerar voluntària en terrenys privats, i pocs exemplars viuen fora dels terrenys de la Royal Society for the Protection of Birds i la Forestry Commission.

### Islàndia
A Islàndia es cacen: rens, perdius nivals (un plat popular nadalenc al país), àcids] i oques.

### Països nòrdics
La caça a Noruega, a Suècia i a Finlàndia inclou:
- Ants (durant la temporada de caça a l'octubre és gairebé un passatemps nacional).
- Cérvols.
- Senglars anteriorment, al sud de Suècia van ser caçats fins a la seva extinció, de manera que van ser reintroduïts a la fi del segle xx i actualment són considerats com una plaga pels grangers.

## Preparació
Un cop caçat l'animal, la carn ha de preparar-se. El mètode concret varia segons l'espècie i la mida. La caça menor i les aus simplement poden caçar-se per ser especejades. La caça major sol preparar-se sobre el terreny amb un eviscerat ràpid, mentre els animals molt grans, com l'ant americà, pot especejar parcialment in situ per la dificultat de traslladar-los sencers. Quan arriba la temporada és freqüent que la carn de caça es processi i es distribueixi comercialment, de manera que la trobem fins i tot a supermercats.
Hi ha qui creu que la carn té millor gust si està més tendra o bé si es penja i es deixa madurar uns dies abans de preparar-la. Tot i així, augmenta el risc de contaminació. La caça menor pot preparar-se pràcticament sencera: després d'esbudellar, espellar o desplomar, els animals petits estan a punt per ser cuinats. La caça major cal que es prepari mitjançant tècniques que habitualment són practicades per carnissers professionals.

## Cuinat
Generalment, la carn de caça es cuina de la mateixa manera que la carn de granja. Com que sol ser més magra que aquesta, hi ha el risc de cuinar en excés. A vegades es fa a la planxa, es cuina durant un període més llarg de temps, es cou a foc lent, o bé s'empren mètodes que en conserven la humitat, la qual tendeix a ser més elevada que a la granja. Altres mètodes per estovar inclouen el marinat (com el cas del hasenpfeffer), uns pastissos de caça o bé uns estofats (com el Burgoa). Tradicionalment, la carn de caça se solia penjar fins que s'acostava el punt de descomposició, el moment quan la carn ja començava a estovar-se.